# Kaiyuan si (Quanzhou)
Kaiyuan si (chiń. upr. 开元寺; chiń. trad. 開元寺) – chiński klasztor buddyjski położony w prowincji Fujian, największy klasztor w tej prowincji. Znany także jako Quanzhou Kaiyuan si.

## Historia klasztoru
Klasztor został wybudowany w 685 roku. Jego pierwotna nazwa to Lifeng. W 739 roku cesarz Xuanzong z dynastii Tang (618-907), aby uczcić jego urodziny, nakazał, aby w każdej z 81 prowincji wyznaczono jeden duży klasztor, który powinien być nazwany Kaiyuan, tak jak nazywał się okres jego panowania. Tak więc zmieniono nazwę klasztoru Lifeng na Kaiyuan.
Klasztor przechodził liczne przebudowy i rozbudowy w okresie Tang, południowej dynastii Song (1127–1279), Yuan i Ming (1368–1644). Obecnie wszystkie istniejące budynki pochodzą z okresu Ming. 
Kaiyuan si prezentuje się stosunkowo zintegrowanie, jest zbudowany na planie kwadratu w stylu pałacowym. Jego powierzchnia sięga 78000 metrów kwadratowych. Od lipca 2001 roku jest chroniony jak kulturowy zabytek. Konstrukcja klasztoru jest zaprojektowana wzdłuż osi. Od południa do północy znajdują się takie budynki jak Jingang, Niebiańskich Królów, Daxiong Baodian (Gmach Mahaviry), oraz Biblioteka Sutr. Od osi wschodu do zachodu znajduje się pawilon Jizanga (bodhisattwy Ksitigarbhy) oraz pawilon bodhisattwy Guanyin.
Od czasu wybudowania klasztor cieszył się olbrzymią popularnością i przyjmował niekończące się pielgrzymki i stał się słynnym miejscem praktyki zgodnej z buddyjskimi naukami. Po okresie panowania dynastii Ming wielu mieszkańców regionu Chaozhou-Shantou i wschodniej części prowincji Guangdong wyemigrowało za ocean. Klasztor Kaiyuan stał się dla nich symbolem piękna i utraconego domu rodzinnego.
Obecnie klasztor jest jedną ze 142 głównych świątyń Chin (od 1983 roku).

## Obiekty
- Daxiong baodian

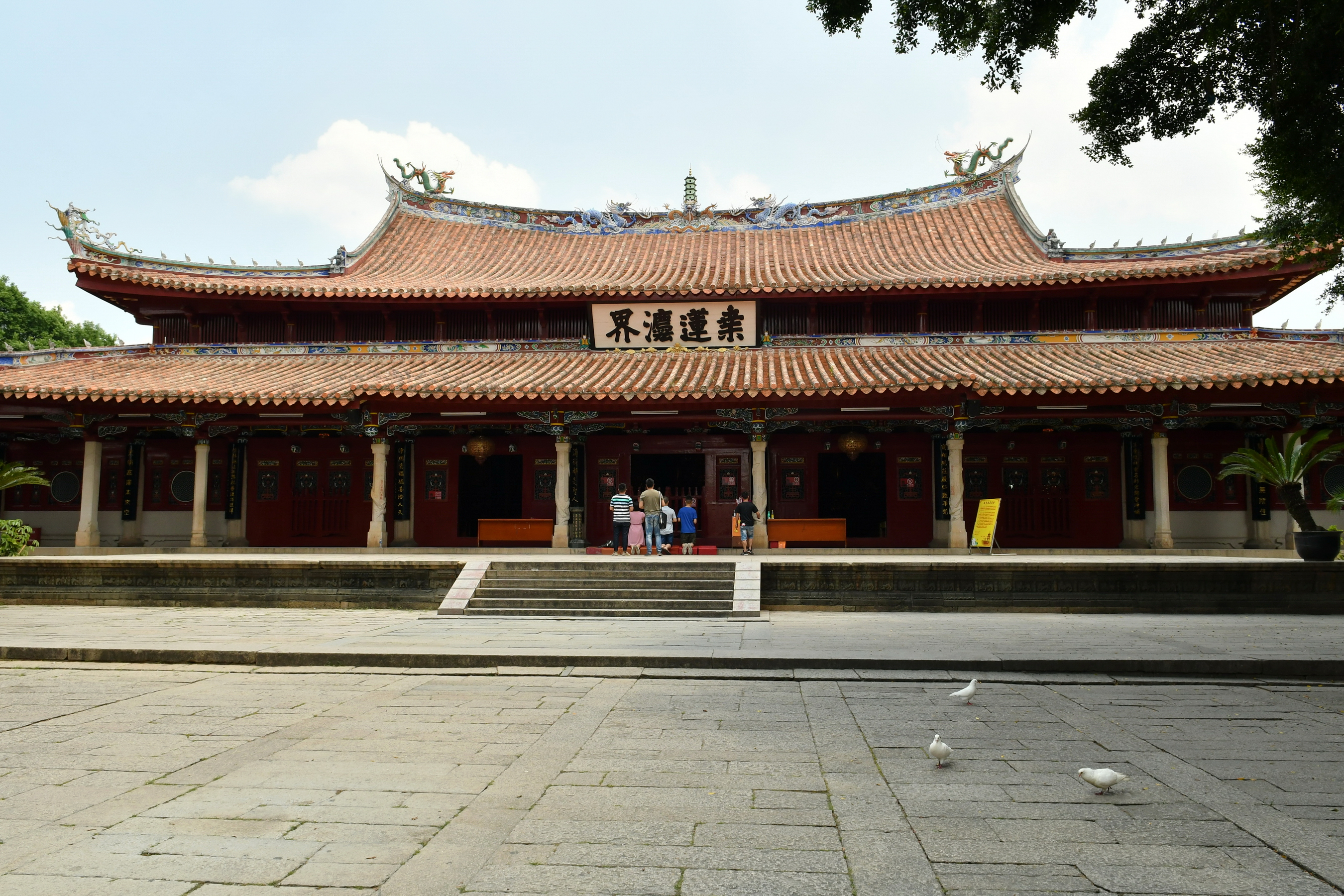
Kaiyuan si - Daxiong baodian.

Głównym budynkiem jest Gmach Mahawiry (Daxiong Baodian), położony w centrum klasztoru i poświęcony Buddzie Śakjamuniemu. Budynek ma ponad 30 metrów wysokości i jednym z elementów konstrukcyjnych jest 86 kolumn. Wewnątrz znajduje się posąg buddy Wairoczany (chiń. Rulaifo) - główny budda szkół ezoterycznych. Zachowało się w nim wiele cennych przedmiotów. Gmach ten był przebudowany w okresie "guangxu" za dynastii Qing. Po wschodniej stronie od Wairoczany znajduje się budda Medycyny. Po stronie zachodniej znajduje się budda Amitabha. Na zachodniej i wschodnie stronie gmachu znajdują się figury 18 arhatów.
- Jingang

Budynek pochodzi z okresu Ming. Znajdują się w nim posagi strażników czy też obrońców, zwanych ogólnie przez ludzi generałami "Heng" i "Ha". Jednym z nich jest Miji Jingang (który według legendy był kapitanem straży 500 Jingangów chroniących Buddę). Po przeciwnej stronie znajduje się posąg Naroyana Jinganga. Rzeźby ukazują ich w pozycji siedzącej, z zamkniętymi ustami i dzwonkami w rękach.
- Budynek Niebiańskiego Króla (Tianwang)

Pochodzi z okresu Song. Jest niezwykle ceniony bowiem jest jedynym istniejącym przykładem stylu "xieshan" - szczególnej struktury budowy dachu stosowanej w okresie Song. Budynek ten ma trzy charakterystyczne cechy:
- ma 32 filary, które są kombinacją drewna i kamieni (konstrukcja kamienna znajduje się w dolnej części filarów). Filary przednie różnią się nieco od tylnych.
- brak filarów zarówno przy zachodniej jak i wschodniej ściany szczytowej; dach wspierają jedynie murowane ściany.
- kaskada łuków w górnej części filarów w miejscu łączenia się z dachem. Przypominają one rozkwitłe kwiaty lotosu i tak są nazywane.

Wewnątrz budynku znajduje się tablica z napisem "Buddyjska świątynia Kaiyuan uspokajająca kraj". Na taki napis musiał dać zezwolenie dwór cesarski.
Pośrodku znajduje się posąg buddy Maitrei. Po wschodniej i zachodniej stronie znajdują się figury Czterech Niebiańskich Królów. Za Maitreją znajduje się figura bodhisattwy Weiyou, zwrócony twarzą w kierunku Głównego Gmachu. 
- Dziedziniec

Na północ od Budynku Niebiańskiego Króla i przed frontem Daxiong Baodian znajduje się dziedziniec. Na jego południowej stronie rosną dwa drzewa bodhi. Na stronie północnej stoją dwie kolumny, które są najstarszymi elementami klasztoru, pochodzą z okresu założenia klasztoru. 
- Biblioteka sutr

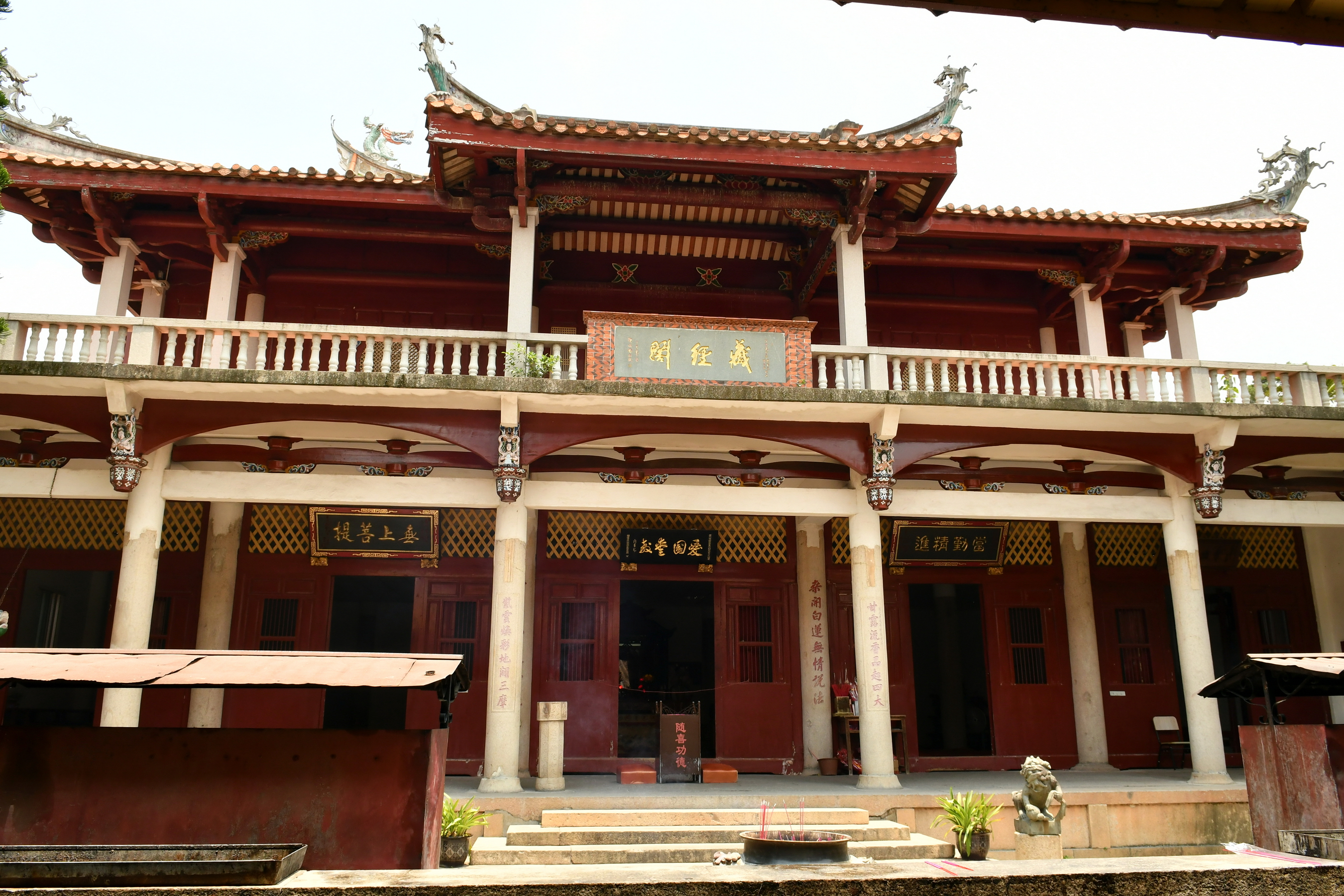
Kaiyuan si - 藏经阁

Na północ od Daxiong Baodian znajduje się budynek biblioteki, w którym zgromadzone są cenne przedmioty nawet sprzed 1000 lat. Między nimi jest jeden z najcenniejszych zabytków - Dazangjing (Tripitaka) podarowana klasztorowi przez cesarza Qianlonga. Pochodzi z 1763 roku. Liczy ona 7246 tomów i jest wydrukowana w czterech językach: chińskim, mandżurskim, tybetańskim i mongolskim. Jest to jeden z dziesięciu zestawów Tripitaki przygotowanych dla dziesięciu najważniejszych klasztorów w państwie. Oprócz tego przechowuje się tu ponad 3700 tomów innych pism buddyjskich.
- Pawilon Boga Ziemi

Poświęcony jest Bogowi Ziemi i dziesięciu "Yama" - władcom Piekieł. Bóg Ziemi siedzi pośrodku.
- Pawilon Guanyin

Wewnątrz znajduje się posąg tej bodhisattwy współczucia. Po obu stronach pawilonu stoi osiemnaście różnych form tej bodhisattwy.
- Dwie pagody

Bliźniacze pagody - wschodnia Zhenguota i zachodnia Renshouta - mają ponad czterdzieści metrów wysokości (wschodnia jest nieco wyższa) i są najwyższymi bliźniaczymi pagodami w Chinach. Są one unikalnym symbolem starożytnego miasta Quanzhou. Pagoda wschodnia znalazła się na znaczku pocztu chińskiej.

## Adres klasztoru
- 406 Xi Jie, Li Cheng Qu, Quanzhou, Fujian, China, 362000

## Galeria

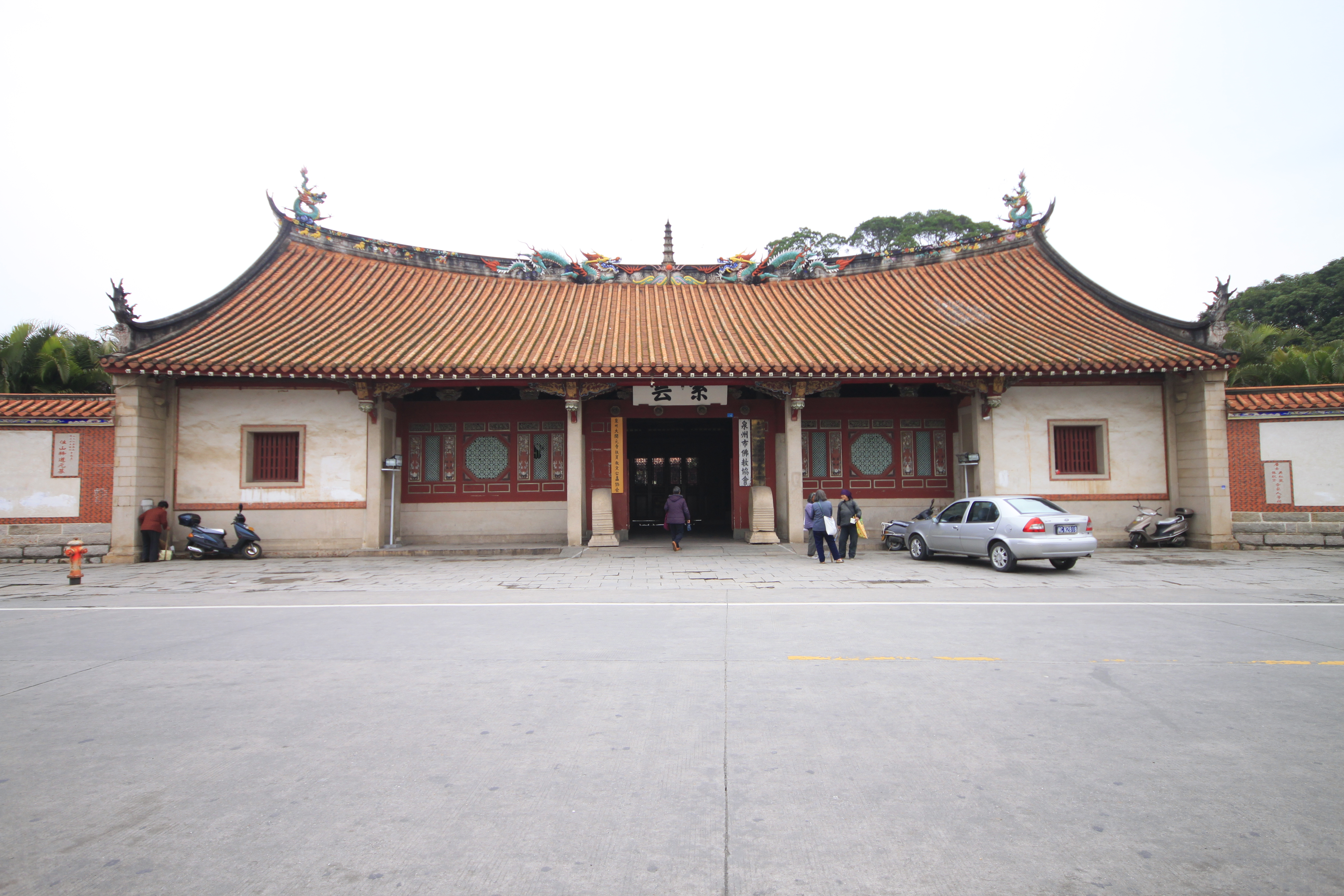
Brama wejściowa
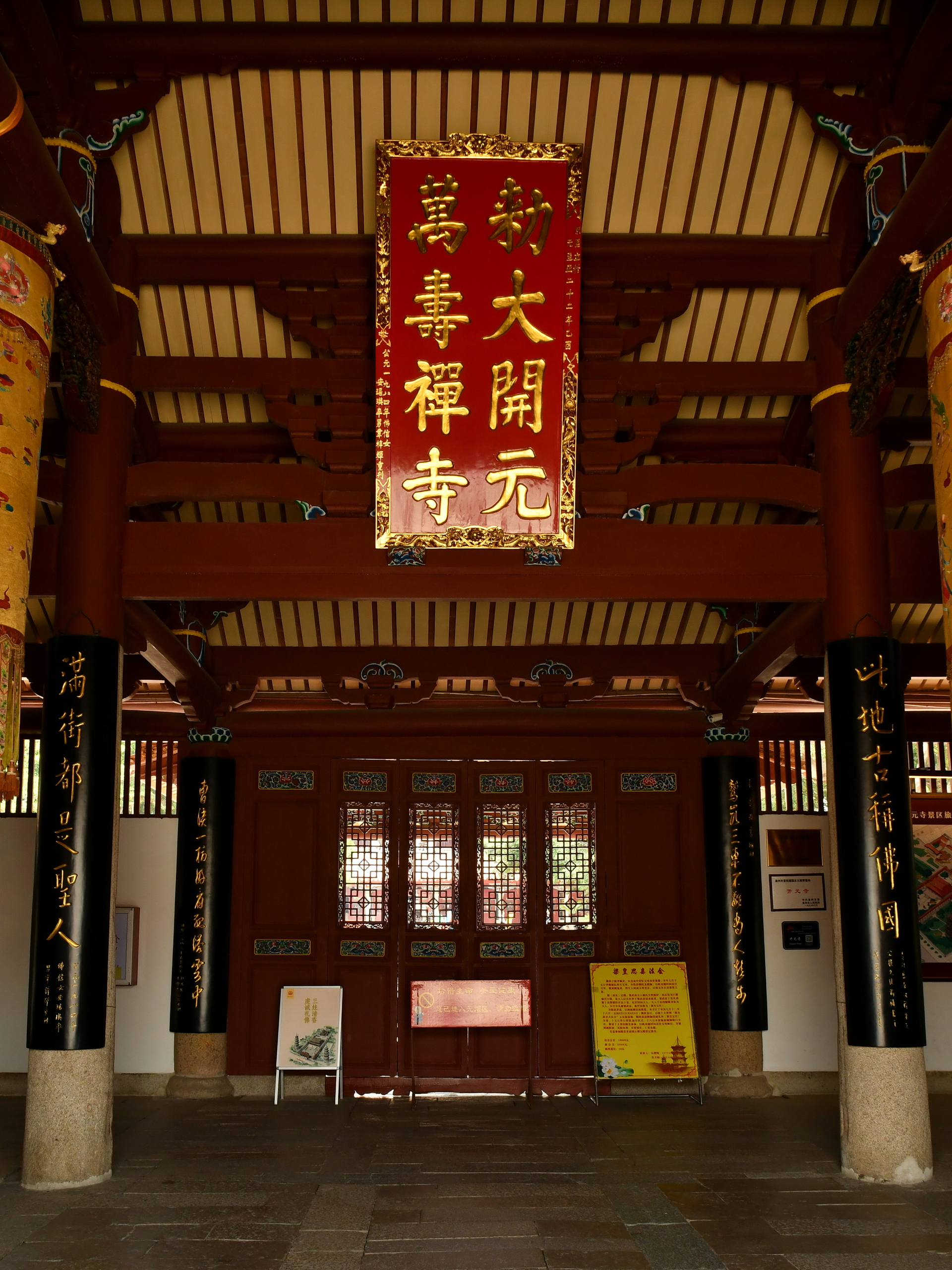
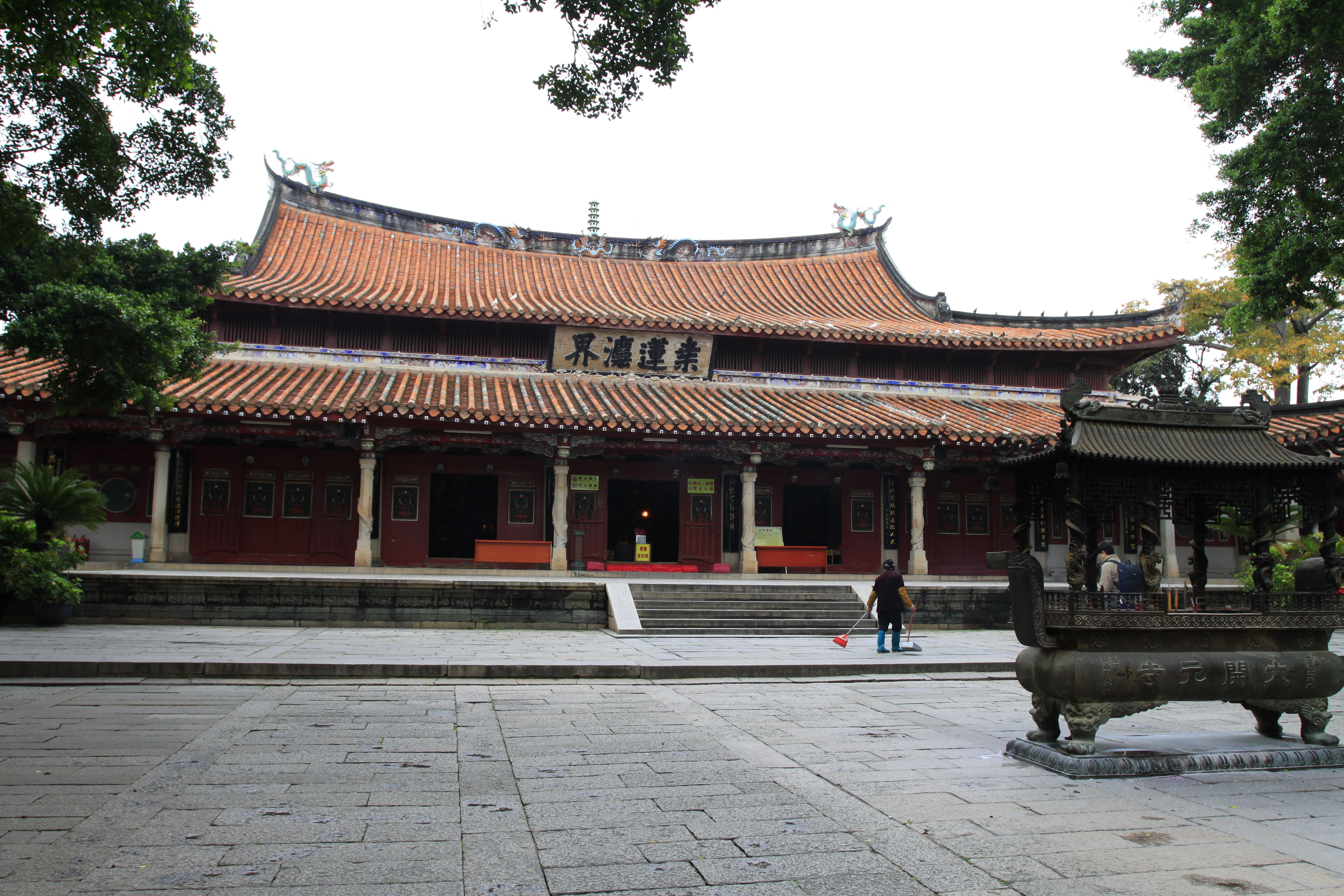
Główny budynek
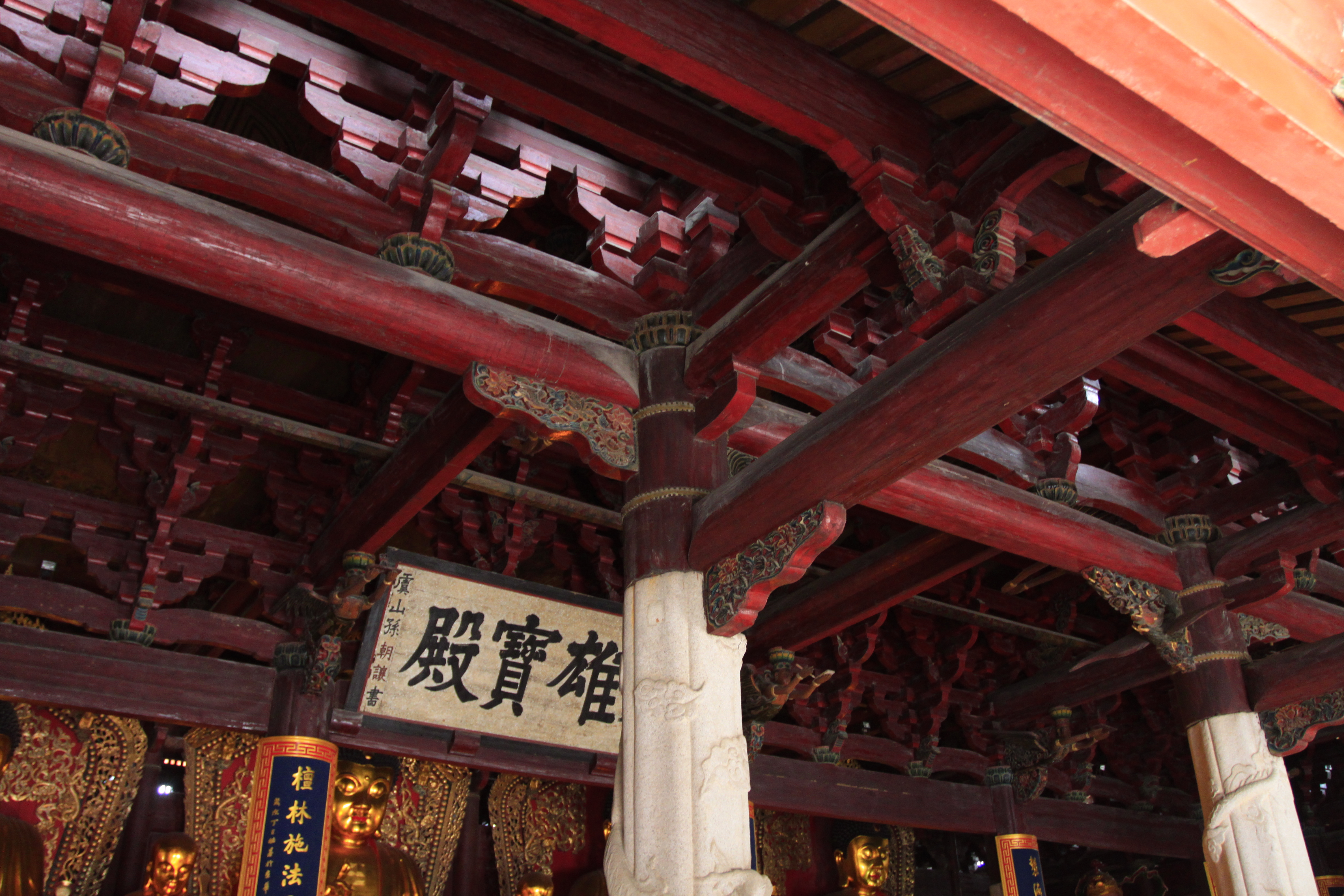
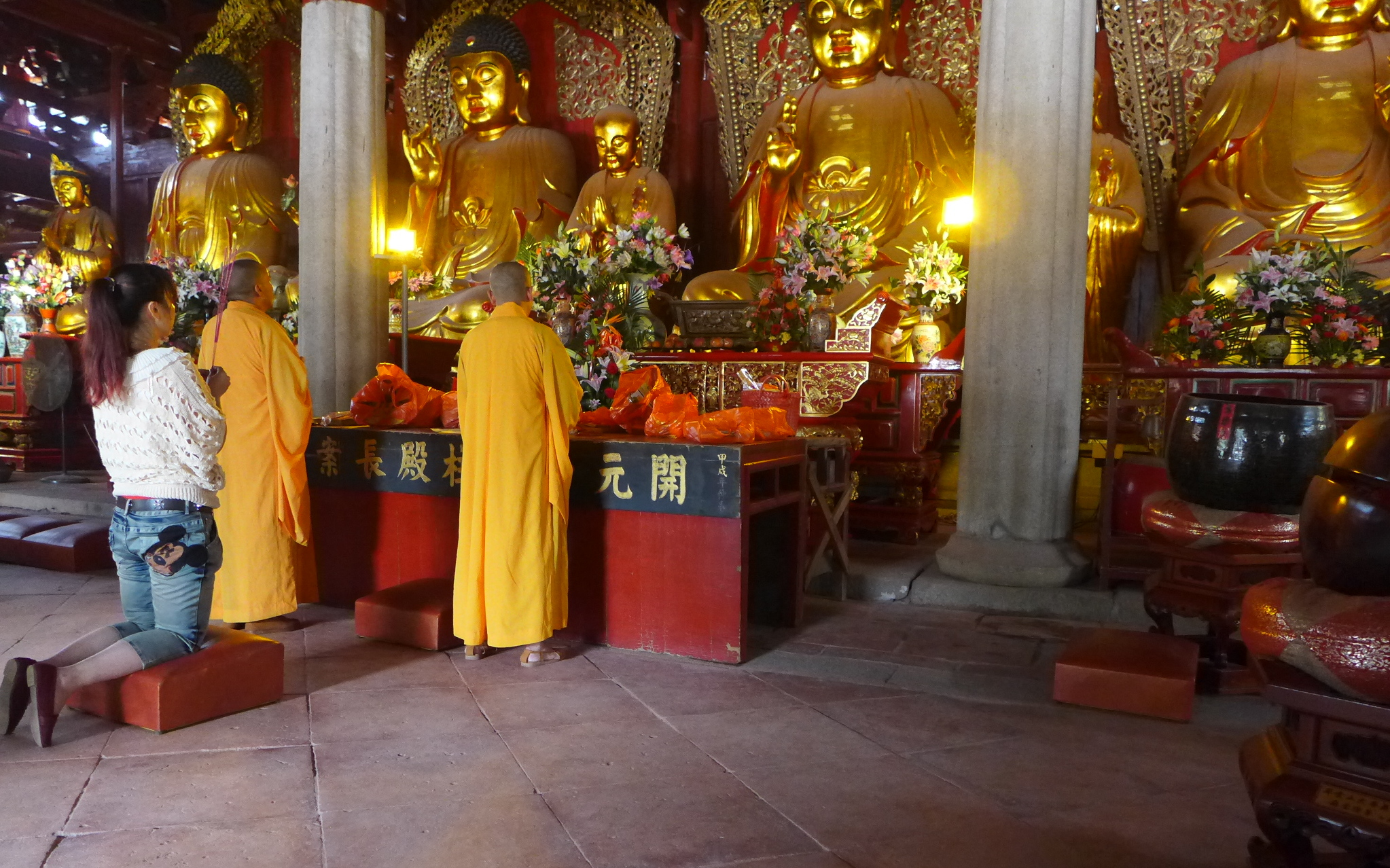
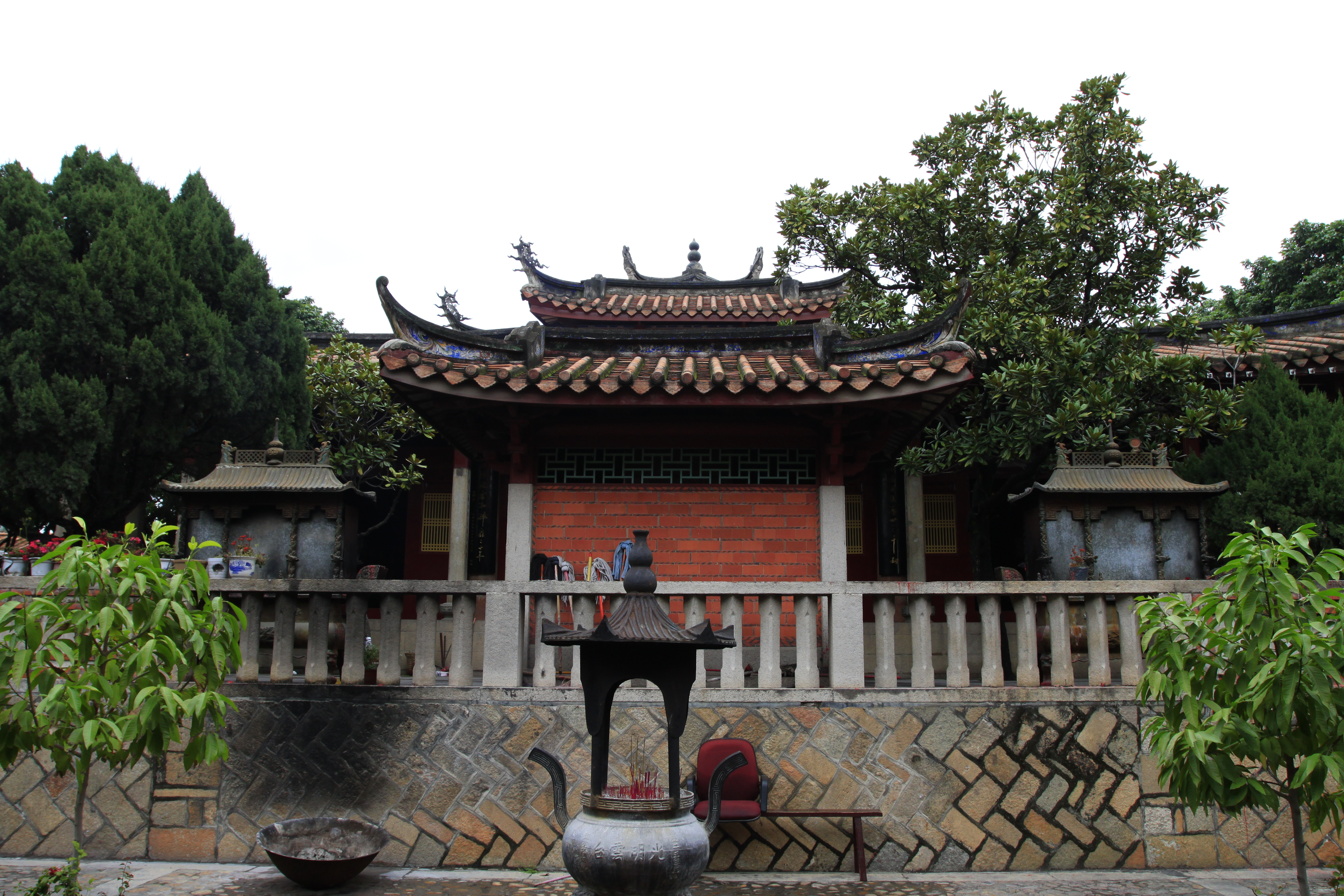
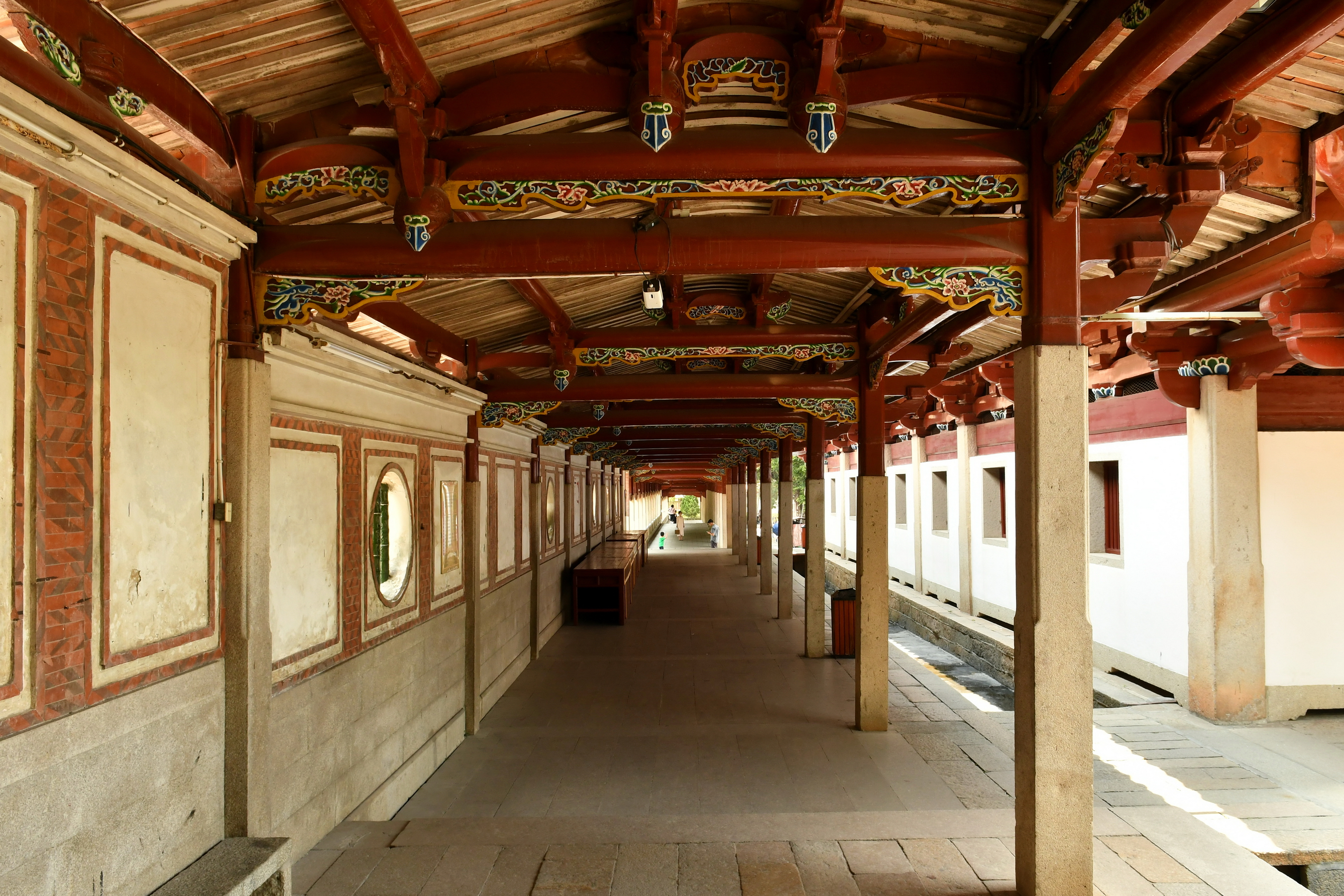
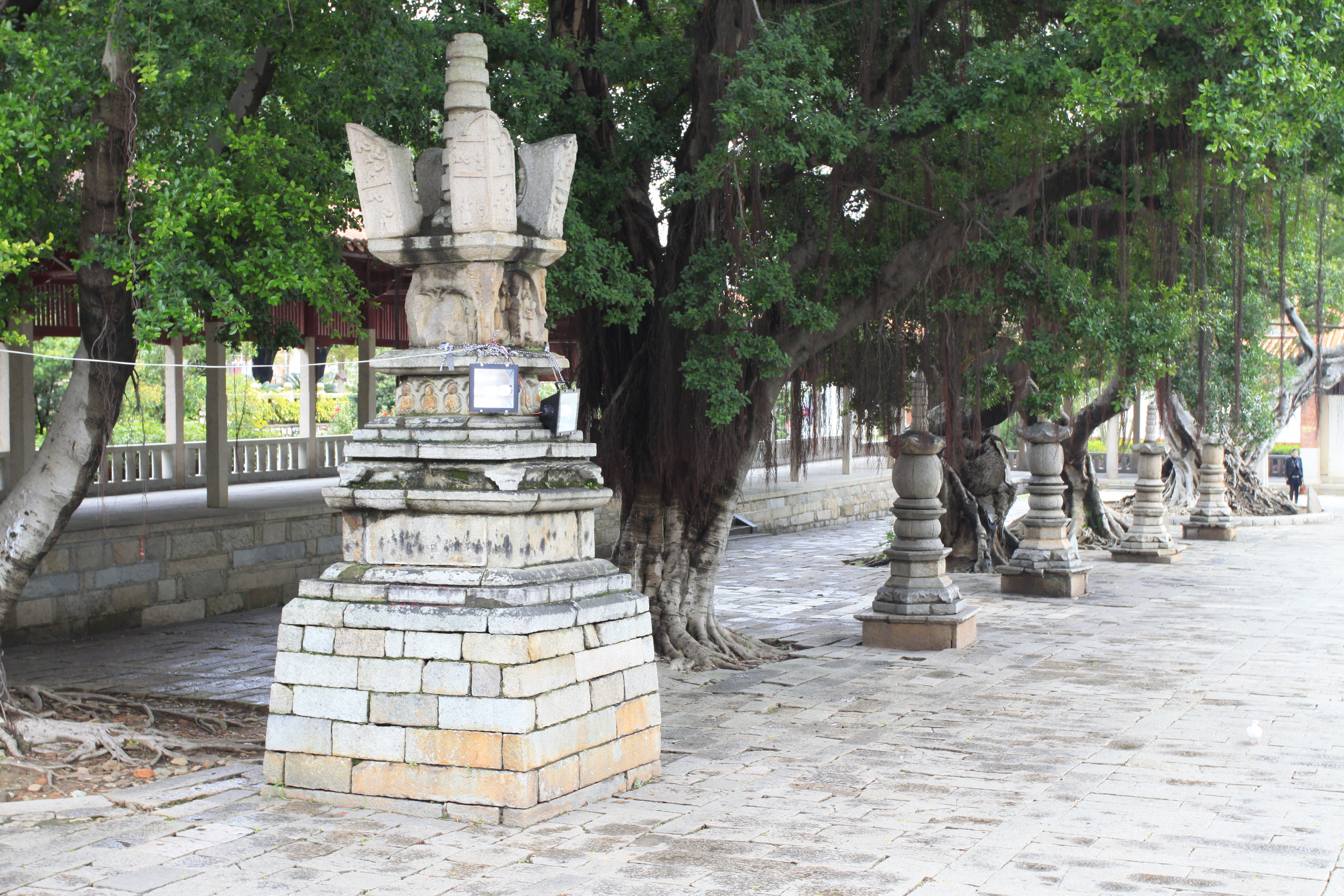
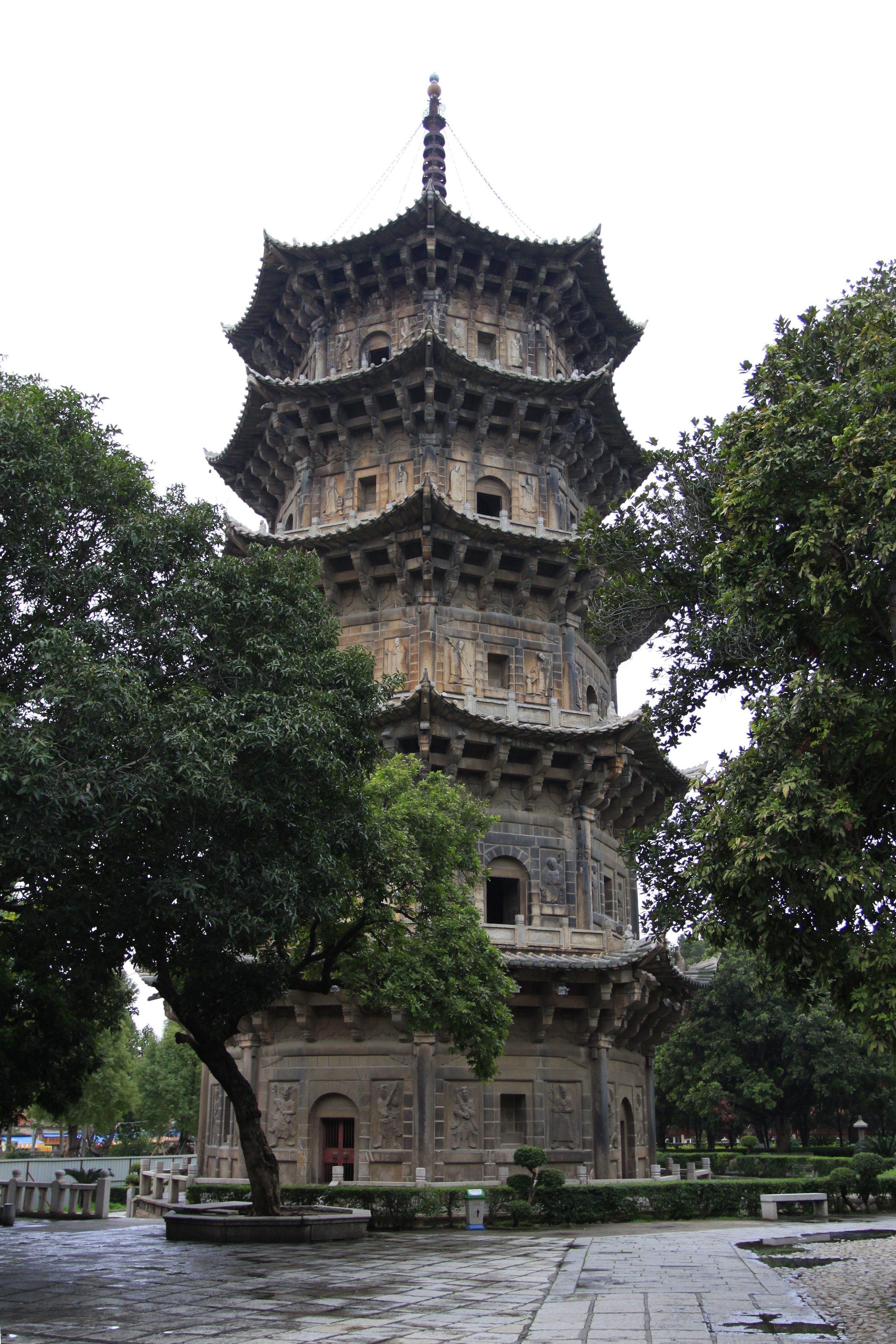
Pagoda Zhenguo (na wschodzie)
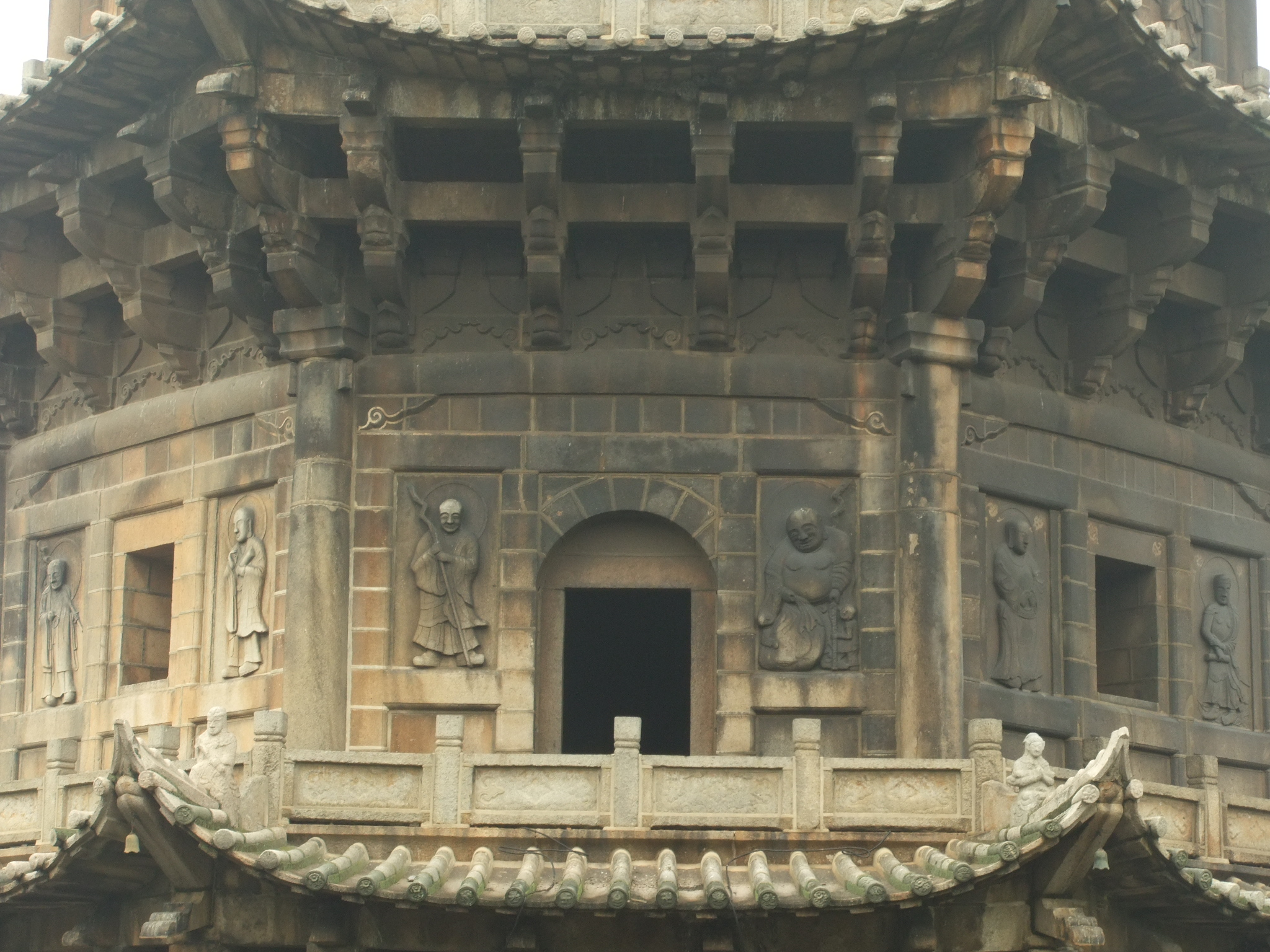
Detal pagody Zhenguo
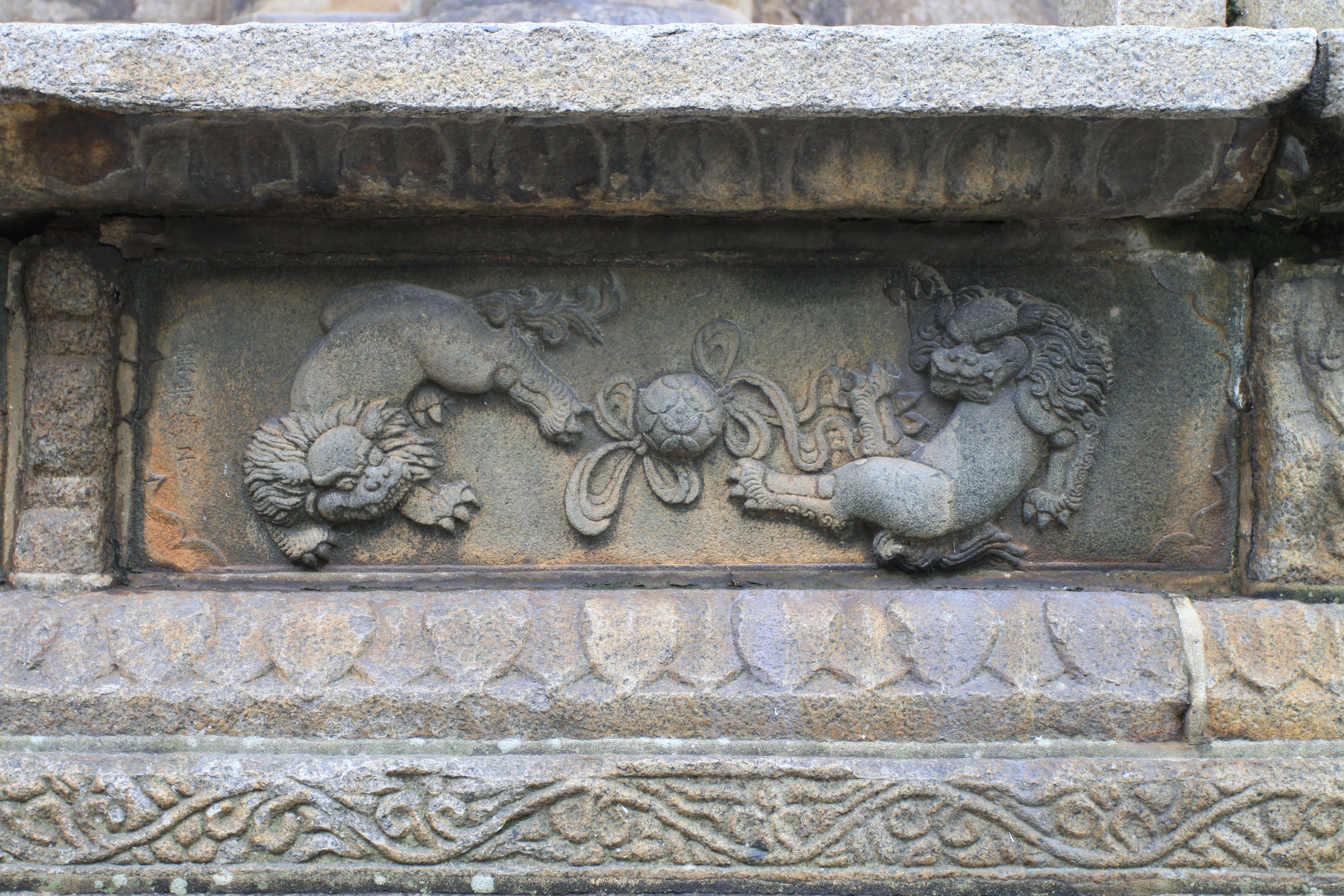
Detal pagody
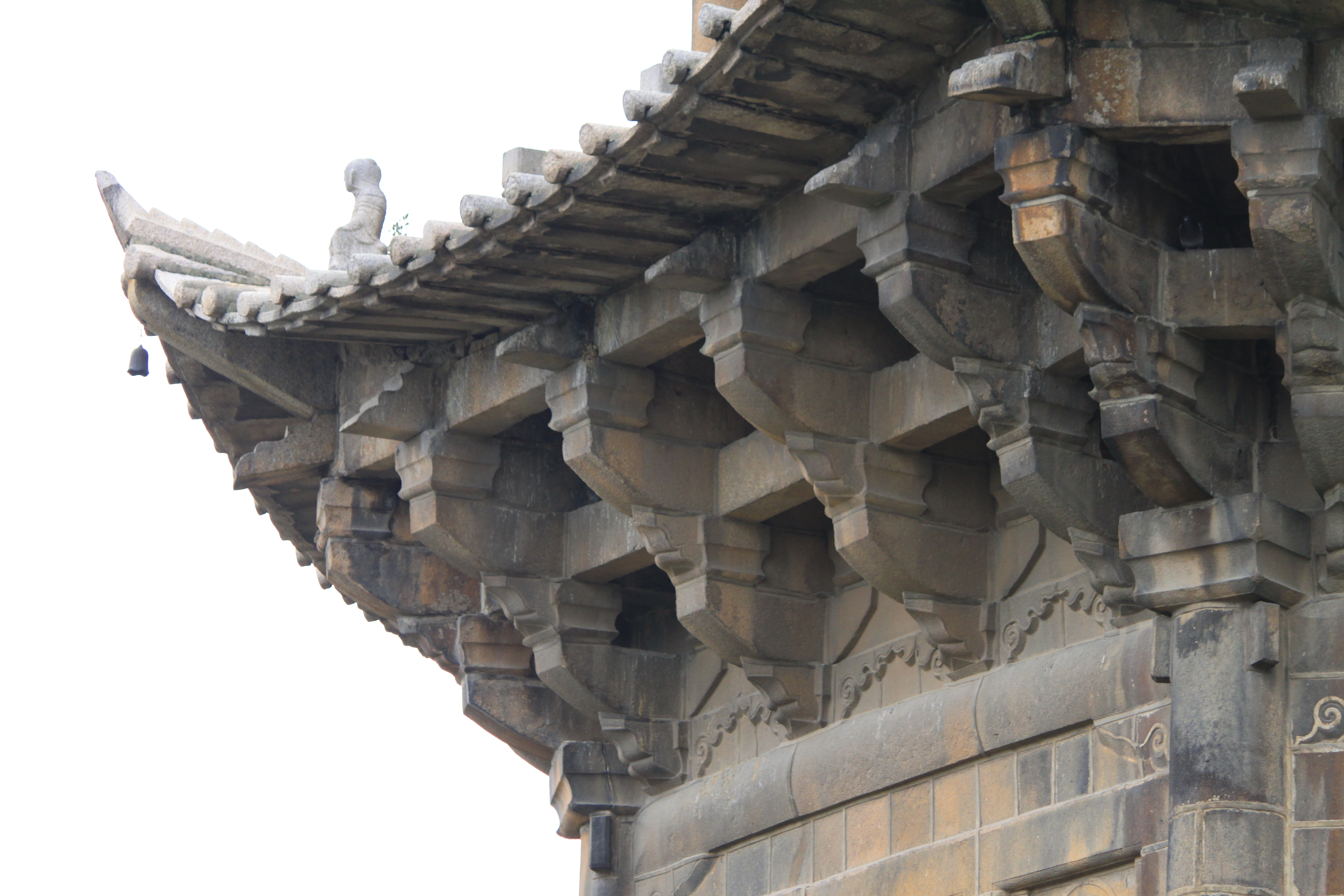
Detal pagody
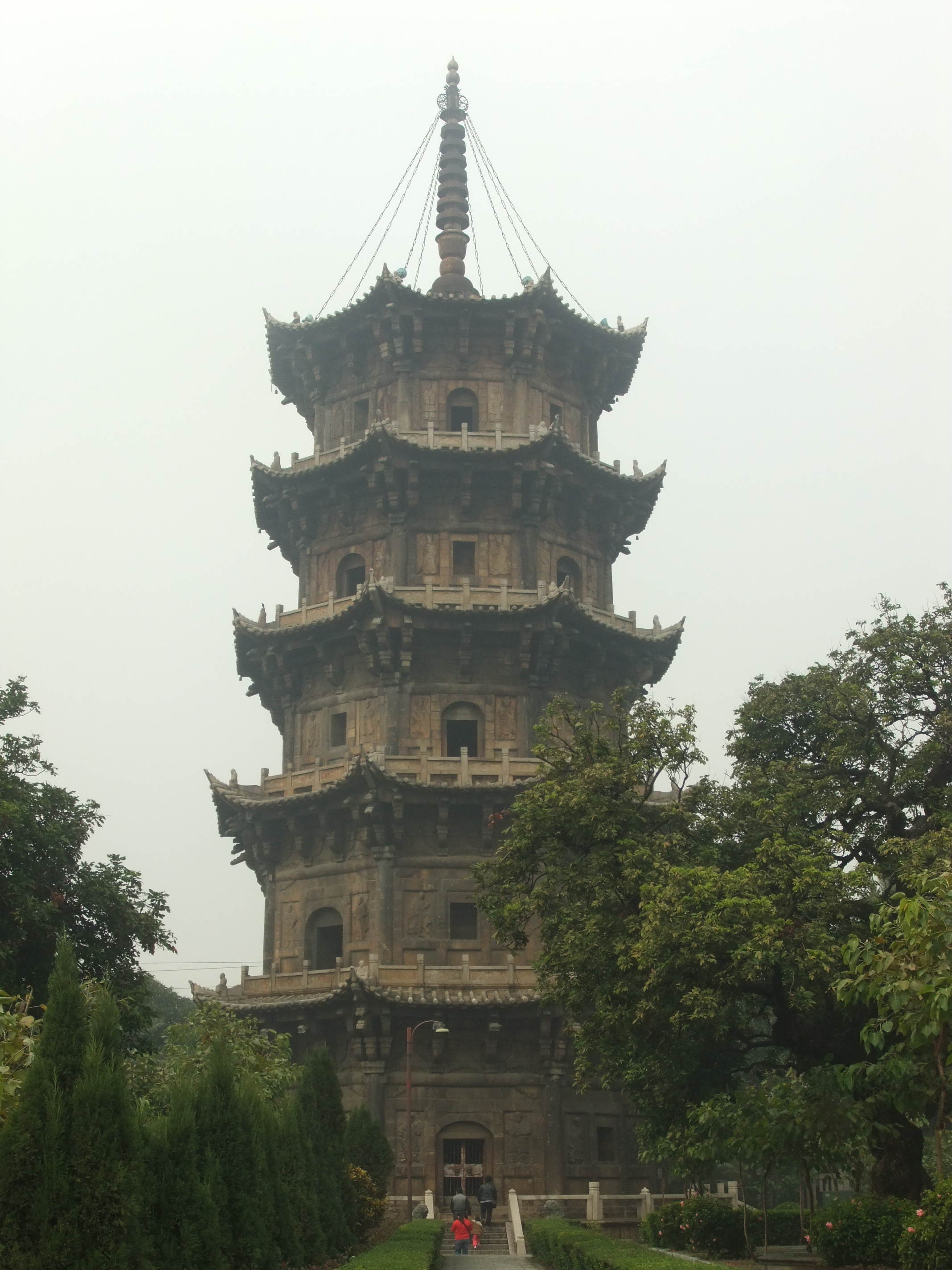
Pagoda Renshou (na zachodzie)
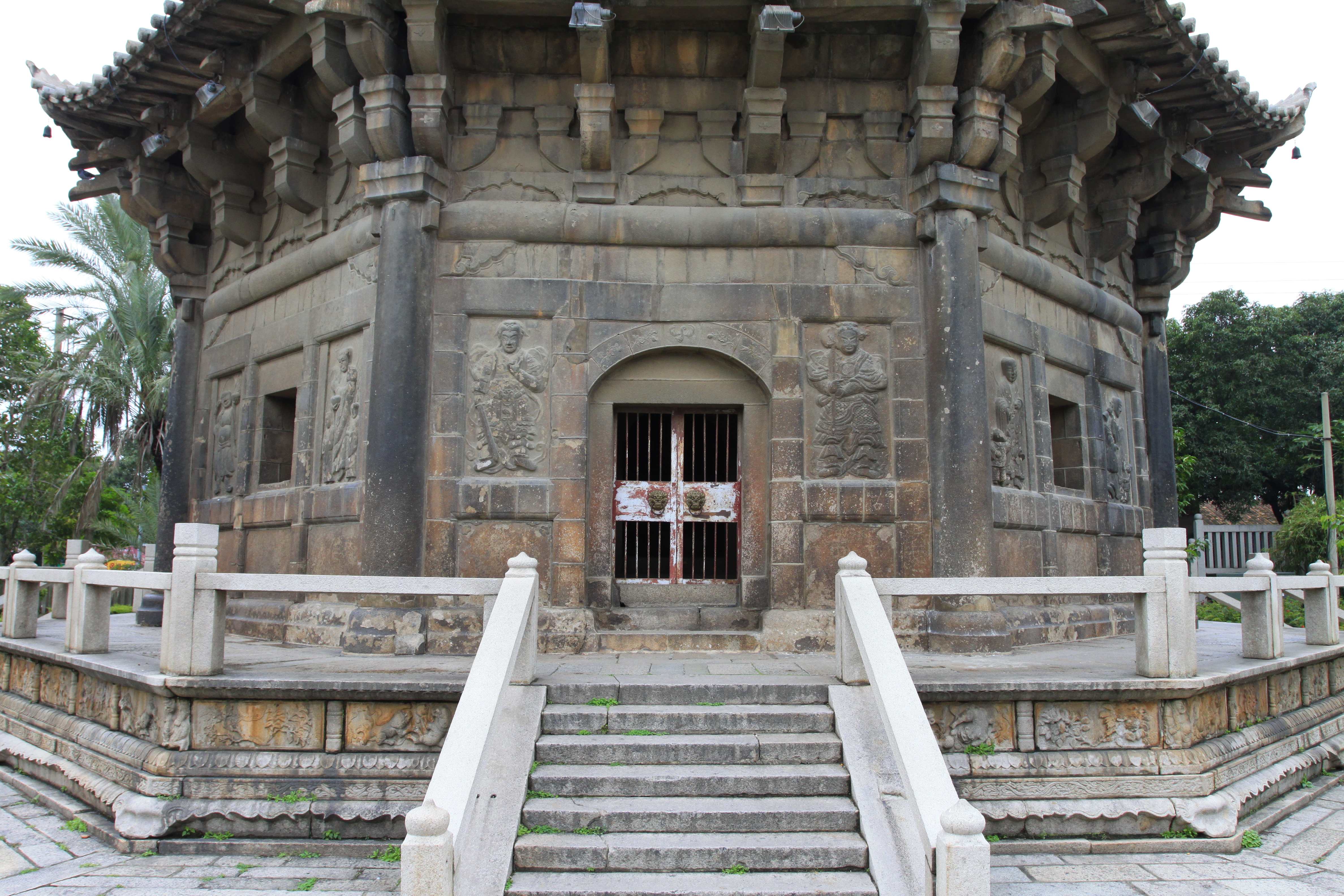
Detal pagody
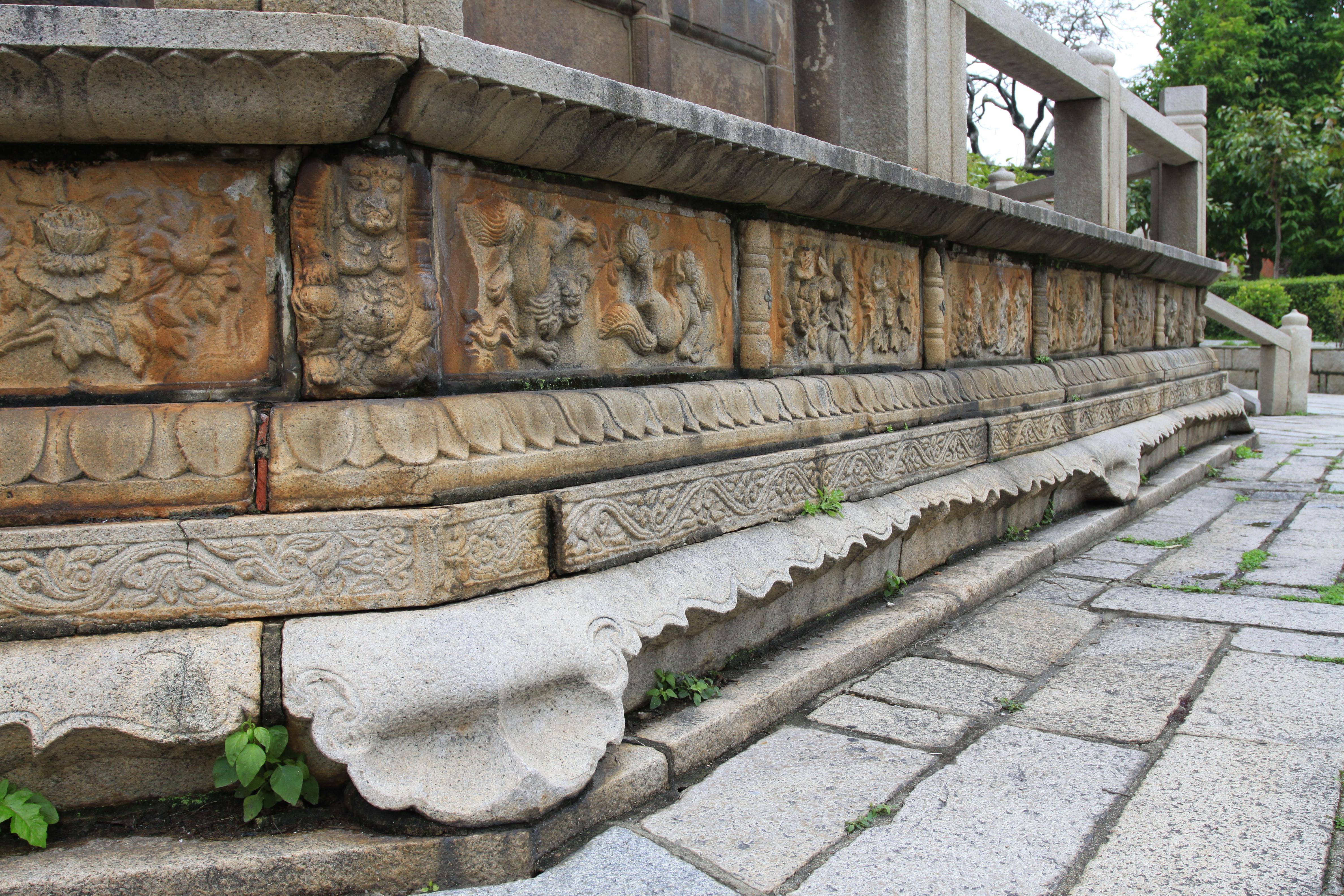
Detal pagody
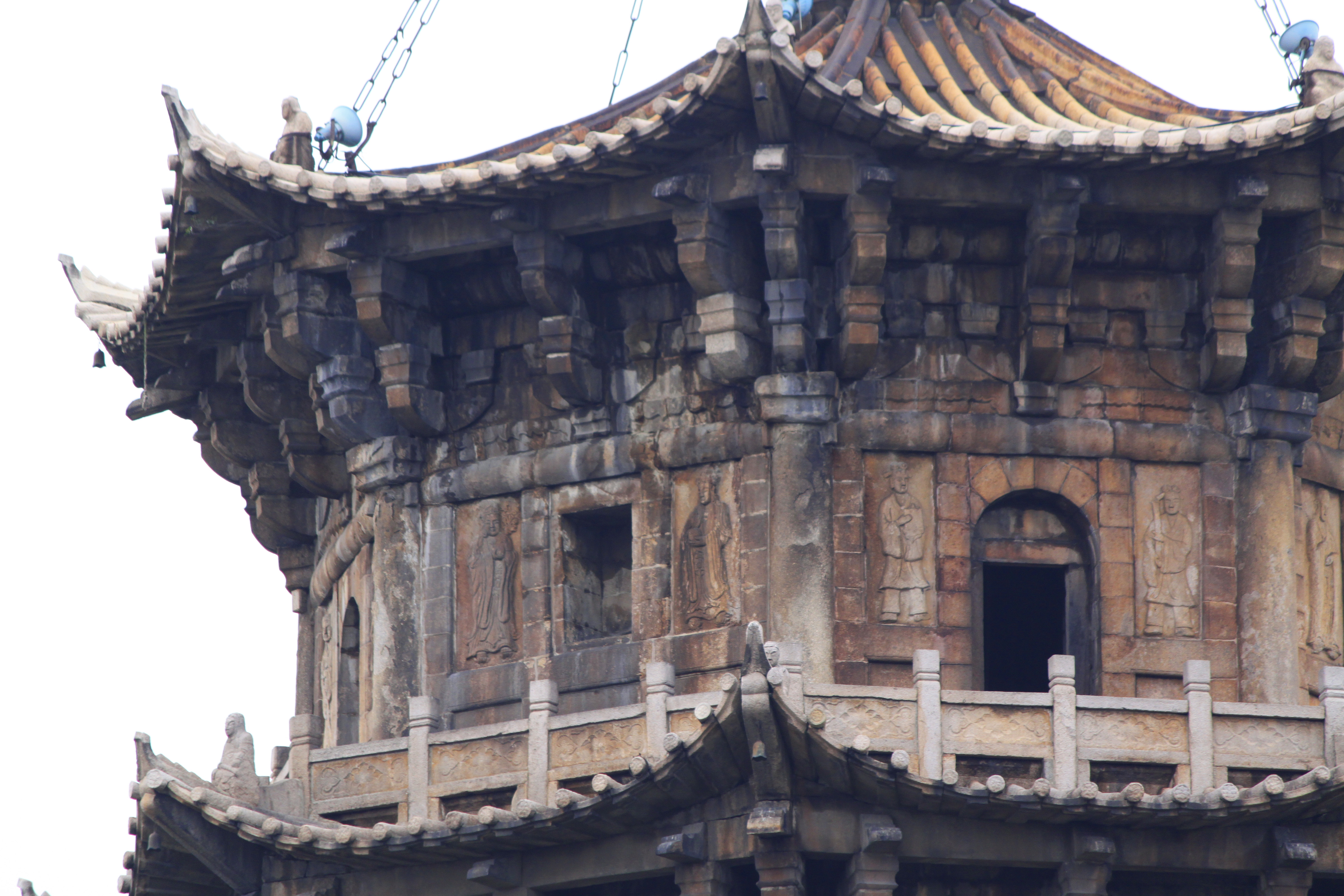
Detal pagody